# Unter dem Birnbaum 2 (Quedlinburg)

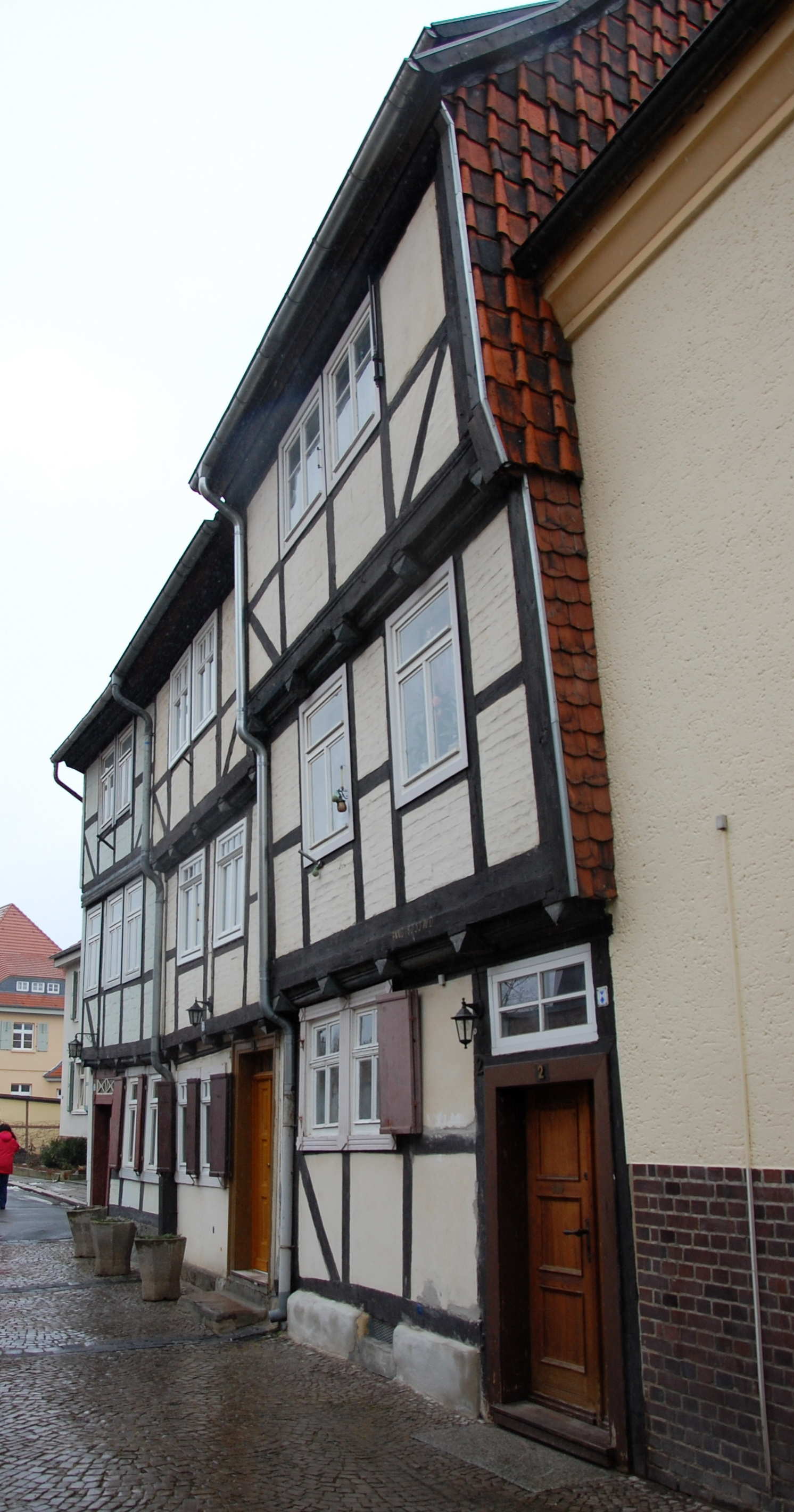
Haus Unter dem Birnbaum 2

Das Haus Unter dem Birnbaum 2 ist ein denkmalgeschütztes Gebäude in Quedlinburg in Sachsen-Anhalt.

## Lage
Es ist im Quedlinburger Denkmalverzeichnis als Wohnhaus eingetragen und befindet sich südlich des Quedlinburger Schlossbergs am Südufer des Mühlgrabens. Östlich grenzt das gleichfalls denkmalgeschützte Haus Unter dem Birnbaum 3 an.

## Architektur und Geschichte
Das heute dreigeschossige Fachwerkhaus entstand in der Zeit um 1720. An den Schwellen der Fachwerkfassade finden sich Pyramidenbalkenköpfe. Im Jahr 1805 wurde das Haus aufgestockt, worauf eine Inschrift Bezug nimmt. Zugleich wurde die Fassade verändert.